# Distretto di Brahin
Il distretto di Brahin (in bielorusso Брагінскі раён?) è un distretto (raën) della Bielorussia appartenente alla regione di Homel'.